# L'Unico e la sua proprietà

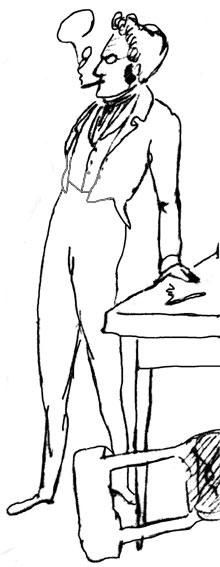
Max Stirner

L'Unico e la sua proprietà (in tedesco: Der Einzige und sein Eigentum) è l'opera principale del filosofo tedesco Max Stirner. La stesura dell'opera iniziò già nel 1839 e fu pubblicata per la prima volta a Lipsia nel 1844.

## Contenuto
Nell'opera Stirner afferma che l'individuo è dominato da concetti illusori e superstiziosi come la religione, il nazionalismo, lo statalismo, il liberalismo, il socialismo, il comunismo e l'umanesimo. Questi concetti o «fissazioni» rappresentano il mondo dello «spirito» e della sacralità che ogni individuo deve rispettare e servire con tutto se stesso senza alcun interesse. Secondo Stirner, Ludwig Feuerbach, pur criticando la religione e il suo Dio ultraterreno, cerca ancora l'essenza dello «spirito», innalzando l'uomo come essere supremo al posto del divino. Ciò porta semplicemente a un cambio di soggetto e predicato, in quanto invece di dire «Dio è amore» si dirà che «l'amore è divino». In questo modo «l'Unico» continua ad essere sottomesso e strumentalizzato dai «fantasmi» che si è creato, anche se in una forma diversa.
Per acquistare veramente la libertà «l'Unico» deve riuscire a raggiungere da solo il suo potere, senza però che esso gli venga concesso da altri, sia persone sia entità come lo Stato. Questo non significa che «l'Unico» debba realizzare l'ideale della libertà, sotto cui altrimenti sarebbe ancora schiavo essendo anch'esso un «fantasma»; egli deve invece raggiungere la libertà sottoponendola al suo potere. Ad esempio, il fatto stesso di avere interazioni con altri individui rende impraticabile la libertà assoluta perché la libertà di un individuo non può coincidere con quella di un altro. L'importante per Stirner è che l'interazione e il conseguente sacrificio in termini di libertà costituisca una libera scelta da parte dell'individuo, finalizzata ad una maggiore utilità per sé medesimo non altrimenti realizzabile. L'egoismo o individualismo di Stirner non coincide infatti né con il solipsismo, né con l'apologia di un'utopica libertà assoluta.
Per sfruttare il proprio potere «l'Unico» può utilizzare ogni mezzo desideri, non esclusi l'ipocrisia e l'inganno, salvo che altri unici non riescano ad impedirglielo. Dal punto di vista delle istituzioni politiche non vi può essere alcun rapporto tra istituzioni e libertà dell'individuo. Il diritto, non essendo frutto della mia volontà, si pone al di fuori della mia individualità in quanto è stato elaborato con strumenti che esulano dalla mia individualità. I diritti mi sono stati concessi, quindi non sono padrone della mia libertà e «l'Unico» rimane ancora schiavo di un'entità superiore, dipendendo da essa i suoi diritti. La società democratica pretende anch'essa di annettere automaticamente tutti gli individui a prescindere dalla loro volontà. L'unica forma di collettività accettabile per Stirner è un'associazione di egoisti nella quale ciascun «io» entra solo per il proprio interesse. Un'associazione di tale tipo sarà basata sulla convergenza revocabile di più egoismi per scopi ben precisi.
Stirner inoltre dimostra come non esiste una vera e assoluta «libera concorrenza» in presenza di uno Stato. La libera concorrenza significa egalité (dal francese, «uguaglianza») davanti allo Stato. L'uguaglianza di fronte al «fantasma» di uno Stato dissolve quella che è la concezione stirneriana dell'unico come differenza assoluta e non differenza «da». Si concorre sempre e solo con la grazia dello Stato. E lo Stato dunque concede diritti (tra i quali quello di potere essere in concorrenza) solo per formarsi dei «servi». Per liberarsi da questa entità «l'Unico» deve attuare una rivolta individuale e non una rivoluzione; quest'ultima infatti è del popolo mentre la rivolta appartiene al singolo. Tramite la rivolta «l'Unico» arriverà davvero ad essere libero in quanto esso non rappresenta l'ennesimo «fantasma» prodotto dalle varie ideologie, non c'è l'essenza dell'uomo, dato che «l'Unico» si autofonda.

## Galleria d'immagini

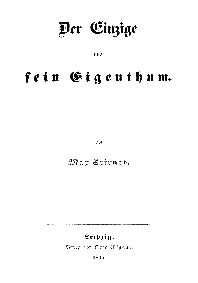
Copertina dell'edizione originale del 1844
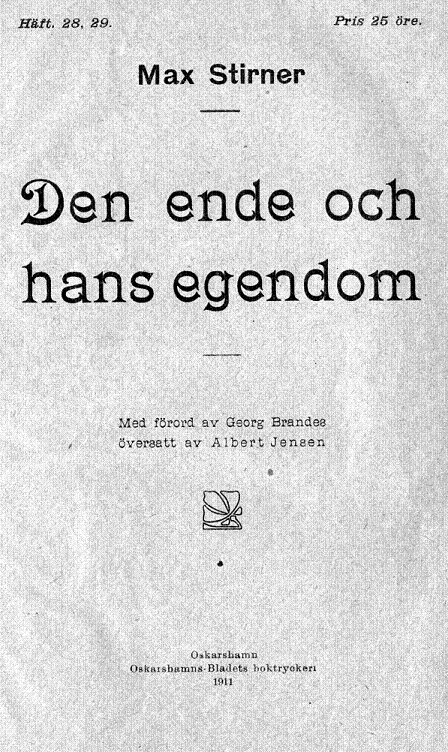
Copertina dell'edizione originale tedesca con la firma «Max Stirner»
- Copertina dell'edizione francese del 1900
- Copertina dell'edizione svedese del 1911